# توتنگ، بوتسوانا
توتنگ (به انگلیسی: Toteng) شهری در ناحیهٔ شمال غربی کشور بوتسوانا است که در سال ۲۰۰۰ میلادی ۳٬۳۹۱ نفر جمعیت داشته که از این تعداد، ۱٬۸۲۶ نفر مرد و ۱٬۵۶۵ نفر زن بوده‌اند.